# Playa de Valdearenas
La playa de Valdearenas (o simplemente playa de Liencres) es una playa situada en la localidad de Liencres, municipio de Piélagos, en Cantabria (España). Es una de las dos playas que están situadas junto al  parque natural de las Dunas de Liencres. Limita en su extremo  occidental con la desembocadura del río Pas, y al este con la playa de Canallave, con la que se une en marea baja.
Es una playa de grandes dimensiones, caracterizada por una arena clara y fina y con grandes dunas situadas junto a un pinar. Alterna la zona oriental, más rocosa, con la occidental con apenas rocas. Es frecuente que haya un fuerte oleaje por lo que resulta un lugar idóneo para los surfistas. Las mareas son muy acentuadas y debido a su tamaño y peligrosidad dispone de un equipo amplio de socorristas. Destaca además por su paisaje de pradera oceánica y goza de bonitas vistas y  espectaculares puestas de sol.

## Actividades

### Deportes
La orientación noroeste de la playa de Valdearenas unido a sus fuertes vientos y oleajes la hacen un lugar perfecto para la práctica de un buen número de deportes acuáticos como el surf, windsurf, kitesurf etc. Estas condiciones hacen de la playa de Valdearenas y la vecina playa de Canallave una de las más valoradas de toda Cantabria para la práctica de estos deportes no solo en verano, también en primavera y otoño. Sin embargo estas condiciones suponen una gran exigencia para los deportistas menos experimentados en los días de fuertes vientos. En la propia playa podemos encontrar señalización con recomendaciones para los que practiquen estos deportes así como equipamiento específico y una escuela de surf.

### Nudismo
La playa de Valdearenas es una de las más largas de la comunidad cantábrica lo que facilita que la parte más occidental, la más alejada del aparcamiento, sea de uso tradicionalmente naturista. La belleza natural del entorno, con grandes dunas que actúan de refugio natural, así como su bajo grado de ocupación en esta zona más alejada, hacen de la playa de Valdearenas una de las más naturales y tranquilas playas nudistas de Cantabria donde disfrutar en total sintonía con la naturaleza.

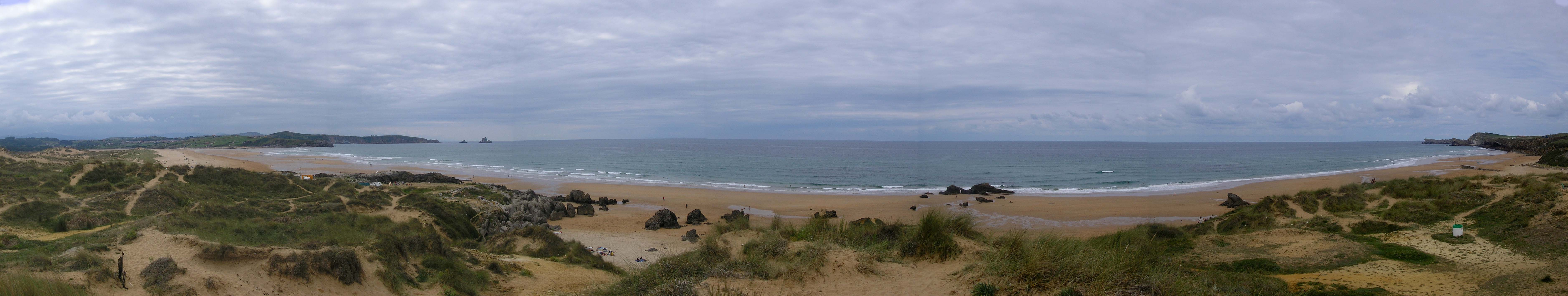
Vista de la Playa de Valdearenas.